# Mezősas
Mezősas (früher: Sass) ist eine Gemeinde im Kreis Berettyóújfalu im Osten von Ungarn.

## Geografie
Mezősas grenzt an folgende Gemeinden:
| Furta         |                                             | Berettyóújfalu |
| Told          | Kompassrose, die auf Nachbargemeinden zeigt |                |
| Magyarhomorog | Körösszegapáti                              |                |

## Geschichte
Die erste schriftliche Erwähnung des Dorfes geht auf das Jahr 1213 zurück.

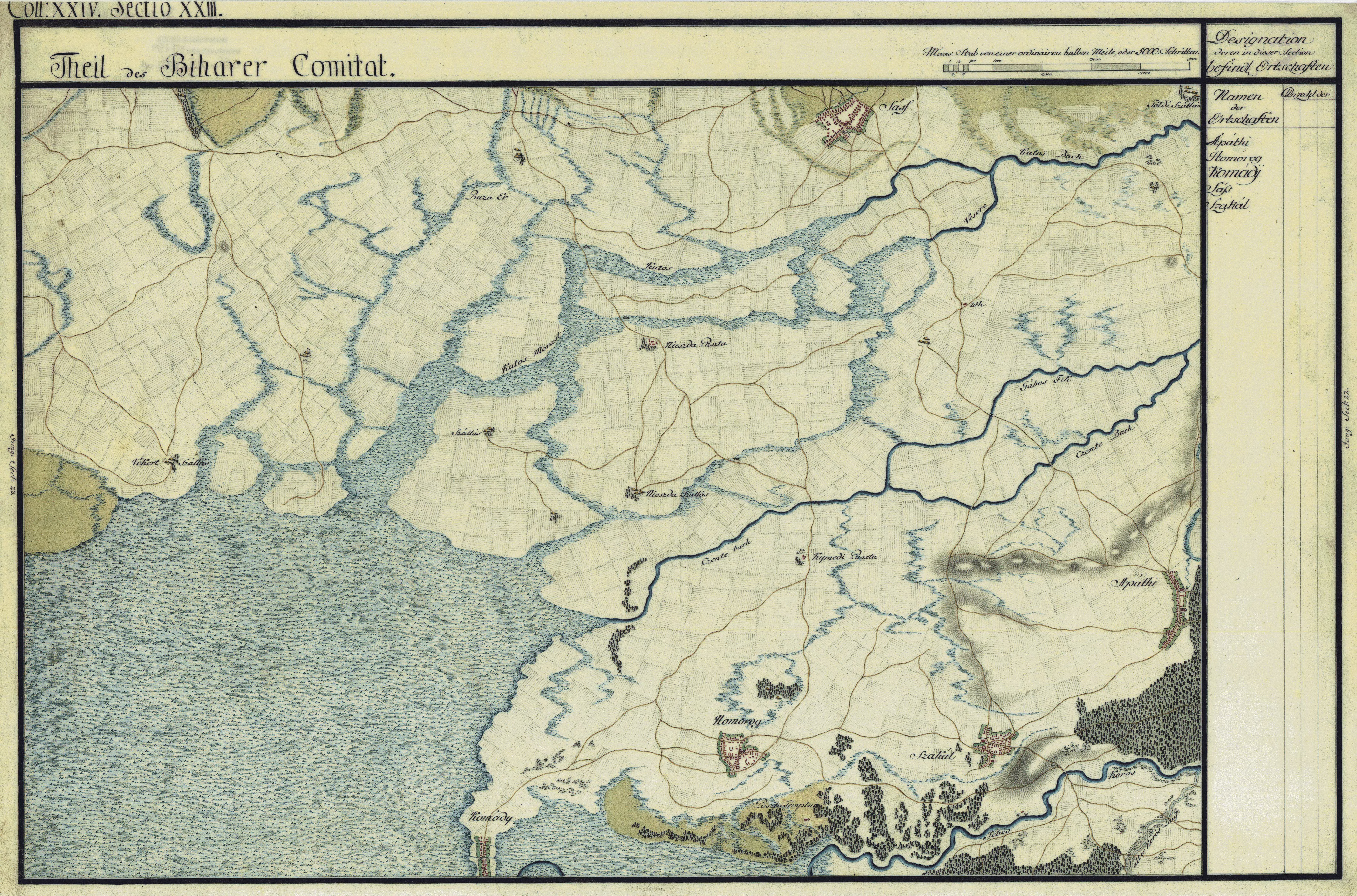
Sass (rechts oben) um 1782 (Aufnahmeblatt der Josephinischen Landesaufnahme)
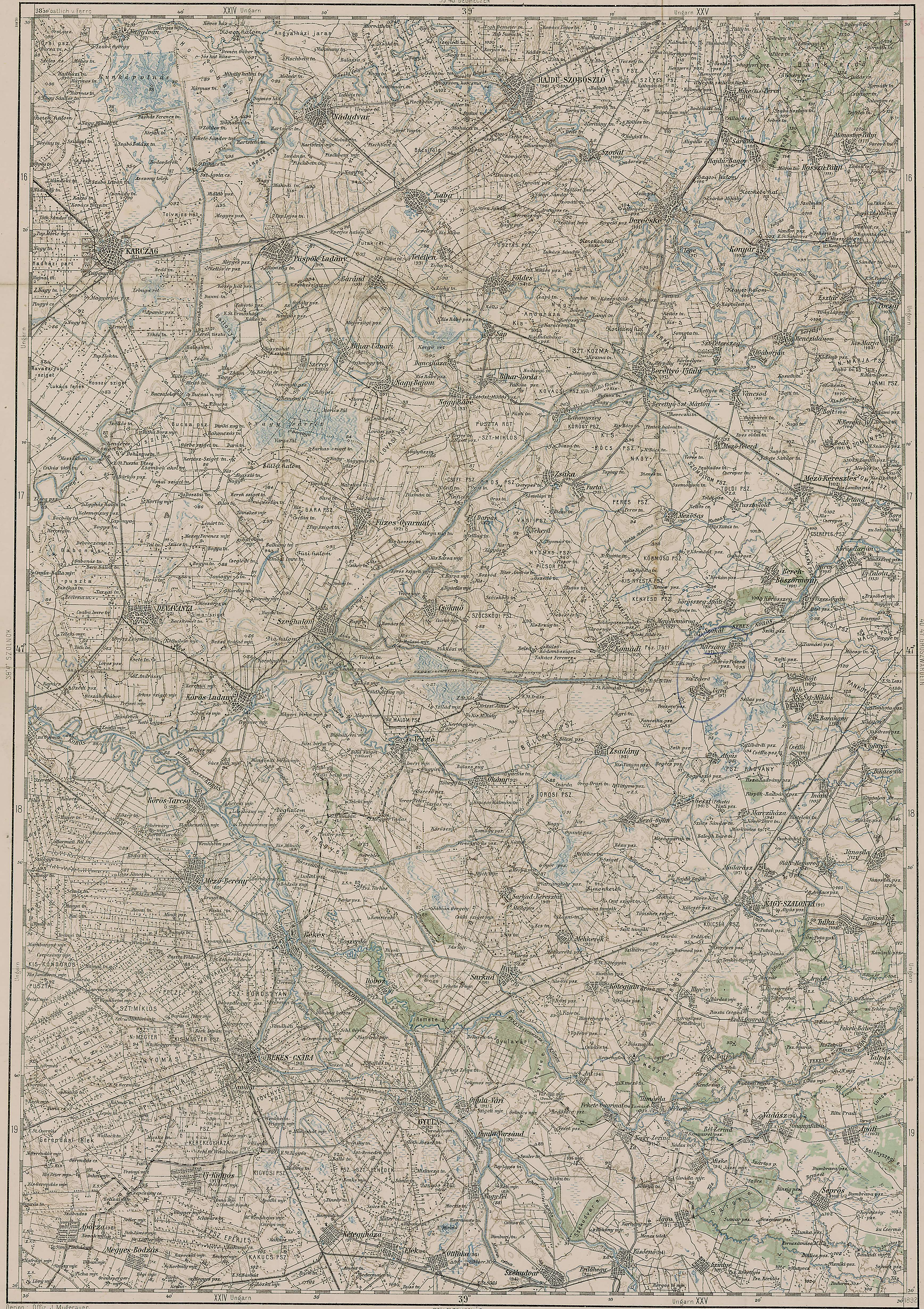
Mező-Sas (N 47° 7'; O 39° 14') um 1892 (Aufnahmeblatt der Franzisco-Josephinischen Landesaufnahme)